# Frank Montgomery
Frank Montgomery (14 de junio de 1870 – 18 de julio de 1944) fue un director, actor y guionista cinematográfico de nacionalidad estadounidense, activo en la época del cine mudo. 

## Biografía
Nacido en Petrolia, Pensilvania, su nombre completo era Frank Edward Montgomery. A lo largo de su carrera actuó en 28 filmes, pero se hizo conocido por su trabajo como director de cine mudo, realizando un total de 82 producciones. 
Estuvo casado con la actriz Josephine Mercedes Workman, que utilizaba el nombre teatral de Princesa Mona Darkfeather, con el que se forjó una trayectoria artística interpretando a personajes nativos americanos.
Muchas de las películas de Montgomery contenían referencias a los nativos americanos, tales como Darkfeather's Sacrifice, Apache Love, An Indian's Gratitude, The Red Girl's Sacrifice, Mona of the Modocs, An Apache Father's Vengeance, Big Rock's Last Stand, The Half-Breed Scout, A Blackfoot Conspiracy, A Red Man's Love, A Daughter of the Redskins, The Massacre of Santa Fe Trail, y A White Indian. Destaca también su film, actualmente perdido, The Spirit of '76 (1917).
Frank Montgomery falleció en Hollywood, California, en 1944.

## Filmografía completa

### Director
- White Fawn's Peril
- A Spanish Wooing
- The Night Herder
- The Right Name, But the Wrong Man
- A Frontier Girl's Courage
- For His Pal's Sake
- The Cowboy's Adopted Child (1912)
- The Secret Wedding (1912)
- A Diplomat Interrupted
- The Bandit's Mask
- The Test
- The Little Stowaway
- A Mysterious Gallant
- A Broken Spur
- As Told by Princess Bess
- The Shrinking Rawhide
- A Crucial Test
- The Girl of the Lighthouse
- The 'Epidemic' in Paradise Gulch
- The Junior Officer
- Tenderfoot Bob's Regeneration
- Darkfeather's Strategy
- The End of the Romance
- The Hand of Fate (1912)
- A Humble Hero
- The Lost Hat
- Goody Goody Jones
- The Captain of the 'Nancy Lee'
- The Sheriff of Stoney Butte
- For Love, Life and Riches (1912)
- A White Indian
- The Massacre of Santa Fe Trail (1912)
- At Old Fort Dearborn; or, Chicago in 1812
- When Uncle Sam Was Young
- Star Eyes' Stratagem (1912)
- The Sheriff's Adopted Child
- A Daughter of the Redskins
- A Red Man's Love (1912)
- A Blackfoot Conspiracy
- Trapped by Fire
- The Half-Breed Scout
- The Massacre of the Fourth Cavalry
- Big Rock's Last Stand
- An Apache Father's Vengeance
- Mona of the Modocs
- The Song of the Telegraph
- The Red Girl's Sacrifice
- Owana, the Devil Woman (1913)
- The Spring in the Desert (1913)
- An Indian's Gratitude
- Apache Love (1913)
- Mona (1913)
- The Snake (1913)
- Darkfeather's Sacrifice (1913)
- Juanita (1913)
- When the Blood Calls (1913)
- The Oath of Conchita (1913)
- The Love of Men
- A Forest Romance
- For the Peace of Bear Valley (1913)
- The Struggle, codirigida con Jack Conway (1913)
- Justice of the Wild (1913)
- An Indian's Honor
- Against Desperate Odds
- An Indian Maid's Strategy
- The Long Portage
- A Dream of the Wild
- Indian Blood (1914)
- Red Hawk's Sacrifice
- The Paleface Brave
- The Indian Ambuscade
- Indian Fate
- An Indian's Honor
- The Tigers of the Hills
- His Indian Nemesis
- The Navajo Blanket
- The Fight on Deadwood Trail
- Grey Eagle's Last Stand
- The War Bonnet
- The Bottled Spider
- The Coming of Lone Wolf
- The Call of the Tribe
- The Squaw's Revenge (1914)
- Brought to Justice
- The Gypsy Gambler
- Lame Dog's Treachery
- The Fate of a Squaw
- Defying the Chief
- The Indian Agent
- Grey Eagle's Revenge
- At the End of the Rope
- Kidnapped by Indians
- The Cave of Death
- The Gambler's Reformation
- The Fuse of Death
- The Moonshiners
- The Vanishing Tribe (1914)
- The Legend of the Amulet
- The Vengeance of Winona
- Priest or Medicine Man?
- The Indian Suffragettes
- Her College Experience
- The Son of the Dog
- The Rajah's Sacrifice
- The Woman, the Lion and the Man
- Stanley's Search for the Hidden City
- Stanley's Close Call
- The White King of the Zaras
- Stanley at Starvation Camp
- Stanley and the Slave Traders
- Stanley Among the Voodoo Worshipers
- Stanley in Darkest Africa, codirigida con Jack Bonavita (1915)
- The Winning of Jess
- Starlight's Message
- Seeds of Jealousy (1916)
- The Red Goddess
- The Crimson Arrow
- The Hidden Danger

### Actor
- In the Sultan's Power, de Francis Boggs (1909)
- A Cheyenne's Love for a Sioux
- Black and White
- Aladdin Jones
- Two Knights of Vaudeville
- Money Talks in Darktown
- Her Debt of Honor, de William Nigh (1916)
- The Kiss of Hate
- Notorious Gallagher; or, His Great Triumph , de William Nigh (1916)
- The Brand of Cowardice, de John W. Noble (1916)
- The Awakening of Helena Ritchie
- A Natural Born Shooter
- A Magdalene of the Hills, de John W. Noble (1917)
- The Call of Her People
- Under Suspicion, de Will S. Davis (1918)
- Forest Rivals
- Cardigan
- The Man Who Paid, de Oscar Apfel (1922)
- The Man from Beyond, de Burton L. King (1922)
- Floodgates
- Who's Cheating?
- A Sainted Devil, de Joseph Henabery (1924)
- The Mad Dancer
- Red Love
- Children of the Whirlwind
- Aloma of the South Seas, de Maurice Tourneur (1926)
- So's Your Old Man, de Gregory La Cava (1926)
- Way Out West, de James W. Horne (1937)

### Guionista
- The Night Herder
- The Right Name, But the Wrong Man
- The Cowboy's Adopted Child, de Frank Montgomery (1912)
- The Secret Wedding, de Frank Montgomery (1912)
- A Crucial Test